# Blad av Niggle
Blad av Niggle (Leaf by Niggle) är en berättelse som skrevs av författaren J.R.R. Tolkien år 1938 eller 1939. Den publicerades för första gången 1945 i tidningen The Dublin Review och har publicerats i flera olika sammanhang sedan dess. Till skillnad från Tolkiens mer kända verk Sagan om ringen och Bilbo – En hobbits äventyr utspelar sig berättelsen inte i den fiktiva världen Midgård.

## Handling

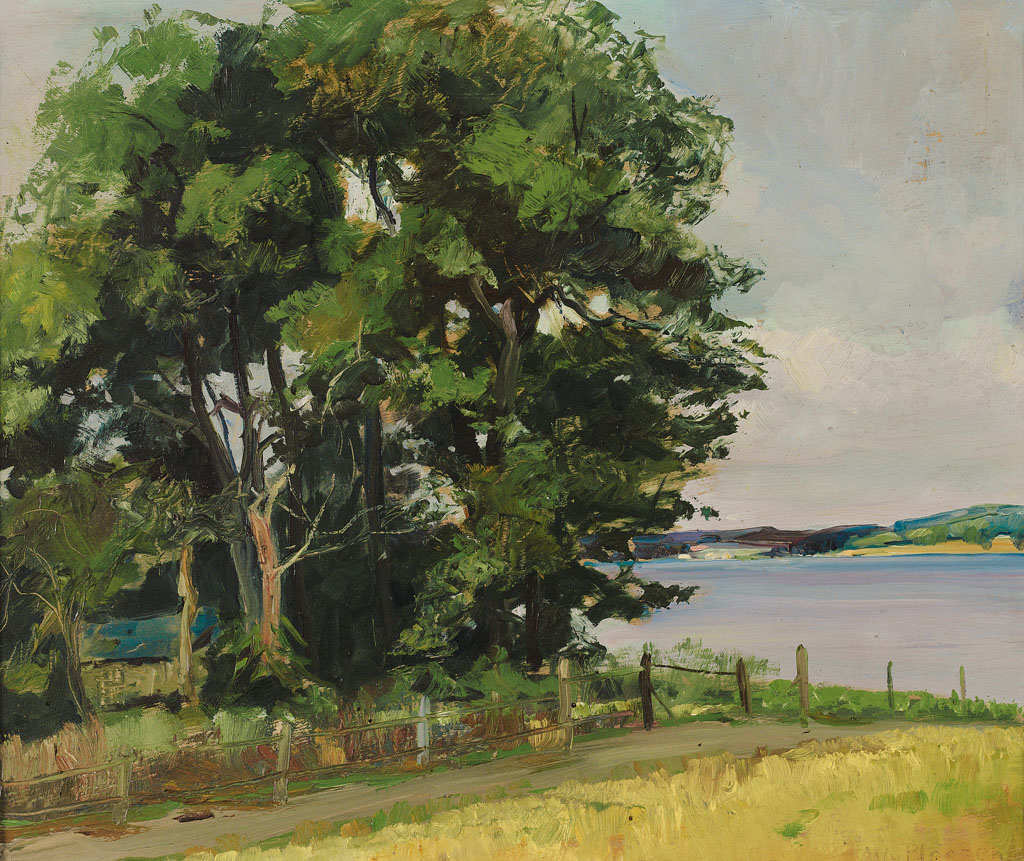
Vilm auf Rügen, målning av ett träd av baron Willy von Plessen.

Berättelsens huvudperson är Niggle, som vet att han måste företa en resa. Niggle är konstnär, och vill helst tillbringa all sin tid åt att måla tavlor. Han blir dock ofta avbruten i sitt arbete av andra saker som måste göras: han måste packa inför resan, han måste sitta med i en jury inne i stan, han måste hjälpa sin närmaste granne herr Torp, som är lam i ett ben och ofta behöver en hjälpande hand. Niggle känner sig irriterad varje gång han blir avbruten i sitt målande, men eftersom han är en godhjärtad och plikttrogen man utför han dessa sysslor ändå. 
Det finns speciellt en tavla som engagerar Niggle. Tavlan började som ett enda blad. Med tiden tillkom flera blad, tavlan växte till ett träd, med fåglar i grenverken och ett berg i bakgrunden. Snart ägnar Niggles trädet all uppmärksamhet, och ändå blir den inte färdig.
En dag kliver en man in i Niggles ateljé och berättar att tiden för Niggles resa är inne. Niggle, som inte hunnit förbereda sig ordentligt inför resan, ges ingen ytterligare tid att packa utan måste ge sig av på en gång. Efter en tids resa med tåg ankommer Niggle i en stor banhall, där han plötsligt känner sig illamående och svimmar. En ambulans kommer och för honom till Arbetsinrättningens sjukhus. På Arbetsinrättningen måste Niggle arbeta. Han får utföra enklare arbeten, som att gräva, måla brädor och snickra. Det tycks Niggle som att han är på Arbetsinrättningen mycket länge, men han finner efterhand en viss tillfredsställelse i att arbeta systematiskt med uppgifter som inte kräver vidare eftertanke och inspiration. Till slut blir han dock utmattad av allt arbete och läggs i en vilobädd.

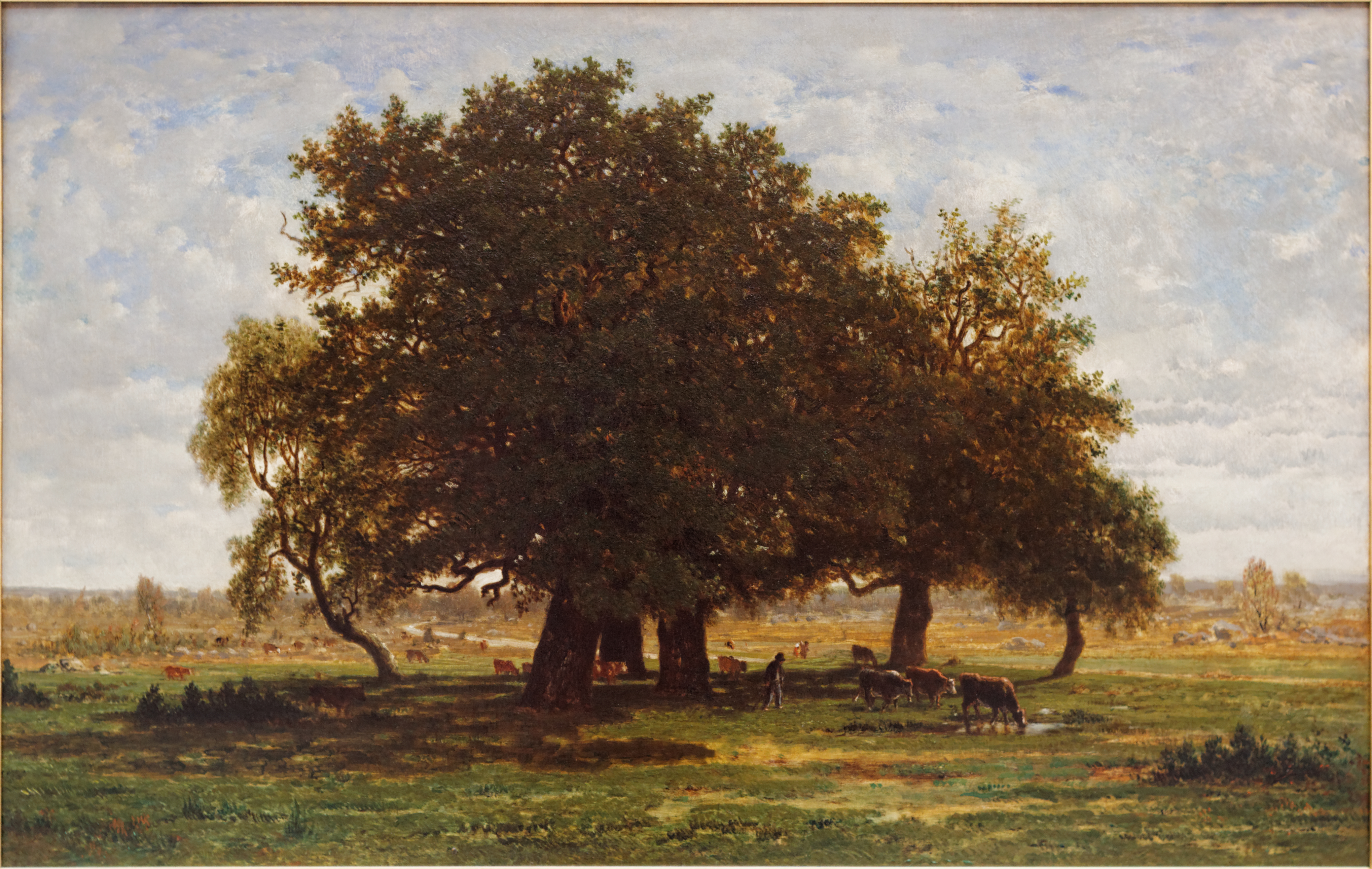
Die Eichen von Apremont, målning av ett träd av Théodore Rousseau.

I sin vila hör han, som i en dröm, några röster överlägga. De diskuterar Niggles öde. Den ena rösten talar för att Niggle bör stanna på Arbetsinrättningen ett tag till, med hänvisning till att han undvikit att utföra så många plikter genom livet. Den andra rösten menar att Niggle ska få gå vidare till ”nästa steg”, eftersom han alltid osjälviskt ställt upp och hjälpt Torp när det behövts och haft en anspråkslös hållning inför sitt målande. Rösterna beslutar till slut att Niggle ska få gå vidare till nästa steg.
Han sätts på ännu ett tåg. Tåget stannar vid ett ställe där det inte finns någon tillstymmelse till station, utan endast en trappa, en grind och en cykel som ser ut som Niggles cykel. Niggle cyklar längs en stig tills han kommer till ett ställe som ser bekant ut. Framför honom står hans Träd. Det är fullbordat i varenda detalj, inte så som Niggle målat det, utan så som han föreställt sig det. Bortanför Trädet finns de berg och skogar som Niggle målat, och i Trädet sjunger fåglar och bygger bon. Niggle ser förundrat på sitt Träd.
| ” | ”Det är en gåva,” sa han. | „ |

## Bakgrund

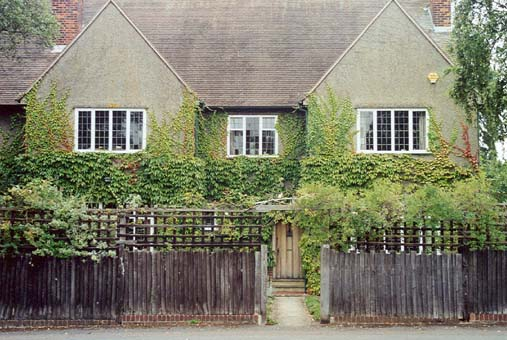
Northmoor Road 20, där Tolkien bodde mellan 1930 och 1949.

Blad av Niggle skrevs 1938 eller 1939 och publicerades för första gången i tidningen The Dublin Review i januari 1945. I ett brev som Tolkien skrev till sin förläggare Stanley Unwin 1945 berättar han om berättelsens tillkomst:
| ”                      | Jag vaknade en morgon (för mer än 2 år sedan) med den där konstiga saken näst intill färdig i huvudet. Den tog bara några timmar att skriva ner, och sedan kopiera. Jag är inte medveten om att jag någonsin ”tänkt” på berättelsen eller författat den i ordets sedvanliga bemärkelse. | „ |
| – J.R.R Tolkien (1945) | |   |

År 1964 publicerades Blad av Niggle tillsammans med en reviderad version av Tolkiens föredrag Om sagor (som publicerats för första gången 1947) i en volym med titeln Tree and Leaf. Verket utgavs senare på svenska, och gavs då titeln Träd och blad. Blad av Niggle har också publicerats tillsammans med Tolkiens berättelse Sagan om smeden och stjärnan, i volymen Smith of Wootton Major and Leaf by Niggle år 1983. År 1997 publicerades berättelsen i boken Tales from The Perilous Realm (på svenska Sagor från en farofylld värld), tillsammans med tre andra kortare verk av Tolkien (Gillis Bonde från Ham, Tom Bombadills äventyr och Sagan om smeden och stjärnan).

## Tolkningar
I ett brev som Tolkien skrev till sin moster Jane Neave i september 1962 berättar han om hur det vid tiden för berättelsens tillkomst växte en poppel vid gatan där han bodde. En granne ville fälla trädet, då hon påstod att det skuggade hennes trädgård och hon var rädd för att det riskerade att falla över hennes hus i händelse av storm. Tolkien var mycket förtjust i trädet och orolig för dess framtid. I ett annat brev, skrivet 1957, diskuterar han berättelsens bakgrund:
| ”                       | När jag nu på avstånd ser tillbaka på den skulle jag vilja påstå att den växte fram ur min kärlek till träd (den kallades Trädet till en början) och mitt arbete med Sagan om ringen: vetskapen att verket skulle skrivas klart antingen i en väldigt detaljerad form eller inte alls, och fruktan (näst intill vetskapen) att det skulle komma att bli ”inte alls”. Men dylika analyser bjuder ingen fullständig förklaring till tillkomsten ens av en novell. | „ |
| – J.R.R. Tolkien (1957) | |   |

Tolkien ogillade allegorier. Det har dock föreslagits att Blad av Niggle är en allegorisk berättelse, och att Niggle i själva verket är Tolkien själv. Medan Niggle var orolig för att Trädet inte skulle hinna bli klart var Tolkien vid tiden för berättelsens tillkomst orolig för huruvida hans roman Sagan om ringen någonsin skulle bli färdig. Tolkien har själv i olika brev och utkast till brev beskrivit berättelsen som en allegori över skärselden, och som inte ”’allegorisk’ utan snarare ’mytisk’”.